# Teatro dei Sensibili
Il Teatro dei Sensibili è un teatro d'appartamento di figura, fondato nel 1970 da Guido Ceronetti e dalla moglie Erica Tedeschi nella loro abitazione di Albano Laziale.
Riservato a pochi intimi - tra cui Eugenio Montale, Guido Piovene, Natalia Ginzburg, Luis Buñuel e Federico Fellini -, nel corso degli anni è divenuto itinerante, pubblico dal 1985, e vanta una compagnia di attori omonima.
Il teatro ceronettiano si caratterizza in modo singolare nel panorama teatrale italiano per l'uso delle marionette ideofore, cui l'attore-sensibile infonde movimento attraverso sottili fili e voce. "Dare gioia è un mestiere duro" è il motto dei Sensibili.

## Spettacoli Teatrali del teatro dei Sensibili
- La iena di San Giorgio. Tragedia per marionette (anni '70, allestito in appartamento); nel 1986-87 al Teatro Stabile di Torino, con Attilia Beddini, Simonetta Benozzo, Paola Roman e Manuela Tamietti
- Macbeth (anni '70, allestito in appartamento)
- Lo Smemorato di Collegno (anni '70, allestito in appartamento)
- Diaboliche imprese, trionfi e cadute dell'ultimo Faust (anni '70, in appartamento); nel 1979 al Festival di Spoleto con la regia di Enrico Job
- I misteri di Londra (1978-81, allestito in appartamento), 2009-2010 al Teatro Stabile di Torino con regia di Manuela Tamietti, con Patrizia Da Rold (Artemisia), Luca Mauceri (Baruk), Valeria Sacco (Egeria), Erika Borroz (Remedios) e le marionette del Teatro dei Sensibili.
- Furori e poesia della rivoluzione francese. Tragedia per marionette (1978-81, allestito in appartamento); nel 1983 al Teatro Flaiano di Roma con i burattini di Maria Signorelli
- Omaggio a Luis Buñuel (1987, Teatro Stabile di Torino)
- Mystic Luna Park (1988, Teatro Stabile di Torino), spettacolo per marionette ideofore con Armida (Nicoletta Bertorelli), Demetrio (Guido Ceronetti), Irina (Laura Bottacci), Norma (Paola Roman), Yorick (Ciro Buttari)
- La rivoluzione sconosciuta (1989), mostra-spettacolo all'ex-convento dei carmelitani a Dogliani
- Viaggia viaggia, Rimbaud! (1991, Teatro Araldo di Torino, in occasione del centenario della morte di Arthur Rimbaud), regia di Jeremy Cassandri (Guido Ceronetti) con Melissa (Manuela Tamietti), Norma (Paola Roman), Yorik (Ciro Bùttari) e Zelda (Roberta Fornier)
- Per un pugno di yogurt (1996), collage di poesie
- Les papillons névrotiques (1997, Cafè Procope di Torino) con la partecipazione di Corallina De Maria
- La carcassa circense (1997), spettacolo per marionette, azioni mimiche, cartelli, organo di Barberia con Rosanna Gentili e Bartolo Incoronato
- Il volto (1998), dedicato a Ingmar Bergman in occasione dei suoi ottant'anni
- Ceronetti Circus ovvero Casse da vivo in esposizione pubblica (2001), letture di poesia, azioni sceniche mimiche e intermezzi musicali con Elena Ubertalli e Giorgia Senesi
- M'illumino di tragico (2002), collage di testi e pantomime liriche
- Rosa Vercesi (2003, Piccolo Teatro di Milano) con Paola Roman, Simonetta Benozzo e Luca Mauceri
- Una mendicante cieca cantava l'amore (2006, Piccolo Teatro di Milano) con Cecilia Broggini, Luca Maceri, Elena Ubertali, Filippo Usellini e Susanna Paisio, accolta nei Sensibili con lo pseudonimo di Adelaide
- Siamo fragili, spariamo poesia (2008-2010), collage di testi poetici, ballate e canzoni
- Strada Nostro Santuario (2009, Piccolo Teatro di Milano) filastrocche, canzoni, ballate, azioni mimiche, happening e numeri di repertorio popolare
- La pedana impaziente (2010), repertorio di marionette e azioni sceniche mimiche
- Finale di teatro (2011, Teatro Gobetti di Torino) con Fabio Banfo, Luca Mauceri, Valeria Sacco, Eleni Molos, Filippo Usellini
- Pesciolini fuor d'acqua (2012), con Luca Mauceri e Eleni Molos
- Quando il tiro si alza - Il sangue d'Europa 1914-1918 (2014, Piccolo Teatro di Milano, in occasione del centenario della prima guerra mondiale) con Eleni Molos, Elisa Bartoli, Filippo Usellini, Luca Mauceri e Valeria Sacco
- Non solo Otello (2016, Teatro della Caduta di Torino)
- Novant'anni di solitudine (2017, a Cetona, in occasione dei novant'anni dell'autore), con Luca Mauceri, Filippo Usellini, Eleni Molos, Valeria Sacco, Fabio Banfo, Salvatore Ragusa e Elisa Bartoli
- Ceronettiade. Deliri e visioni di Guido Ceronetti (2019, a Cetona, in occasione dell'anniversario della nascita dell'autore),  con Luca Mauceri, Eleni Molos,  Valeria Sacco, Filippo Usellini

| Controllo di autorità | VIAF (EN) 263088443 · LCCN (EN) n94059982 |